# Filippo de Pisis

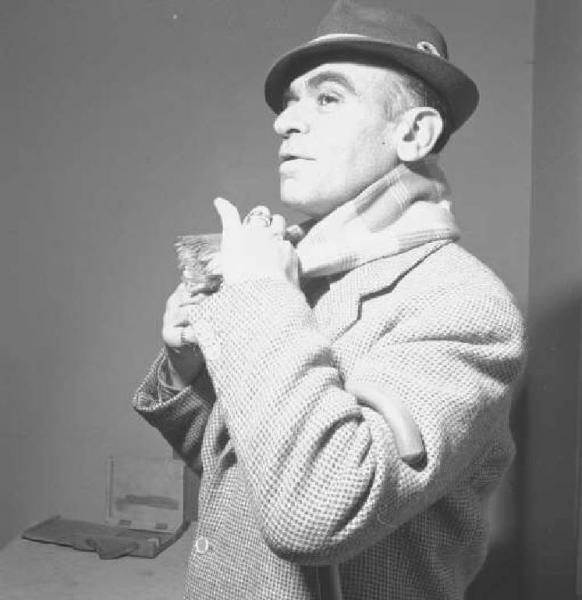
Filippo de Pisis retratado en 1950 por Federico Patellani

Filippo De Pisis (Ferrara, 11 de mayo de 1896 - Milán, 2 de abril de 1956) fue un pintor y poeta italiano, vinculado a la pintura metafísica. Su nombre de nacimiento era Luigi Filippo Tibertelli.

## Vida
Debutó en 1916 como poeta, con la colección "Canti della Croara." Después de su publicación, entró en contacto con Giorgio De Chirico, Carlo Carrà y Alberto Savinio, quienes estaban en Ferrara durante la Primera Guerra Mundial. El joven De Pisis se convirtió en el guía local de estos miembros de la vanguardia parisina. Esta relación llevó a la breve alianza de Pisis con la escuela de la pintura metafísica. Aunque no había empezado a pintar, De Pisis celebró salones informales en sus apartamentos de Ferrara, donde se expusieron por vez primera la mayor parte de las pinturas metafísicas de Chirico por vez primera.
En 1919 De Pisis se trasladó a Roma, donde empezó a pintar y donde conoció al poeta Giovanni Comisso, quien a partir de entonces será uno de sus grandes amigos. 
Los editores encontraban la poesía de De Pisis excesivamente sentimental. Esta veta emotiva también se manifestó en su obra plástica lienzo. De Pisis pintó paisajes urbanos, escenas marinas de estética metafísica y bodegones, sobre todo floreros. Su obra tiene una cualidad particularmente aérea, en el momento, y está cargada con una especie de patético placer-dolor. De Pisis también hizo desnudos masculinos homoeróticos.

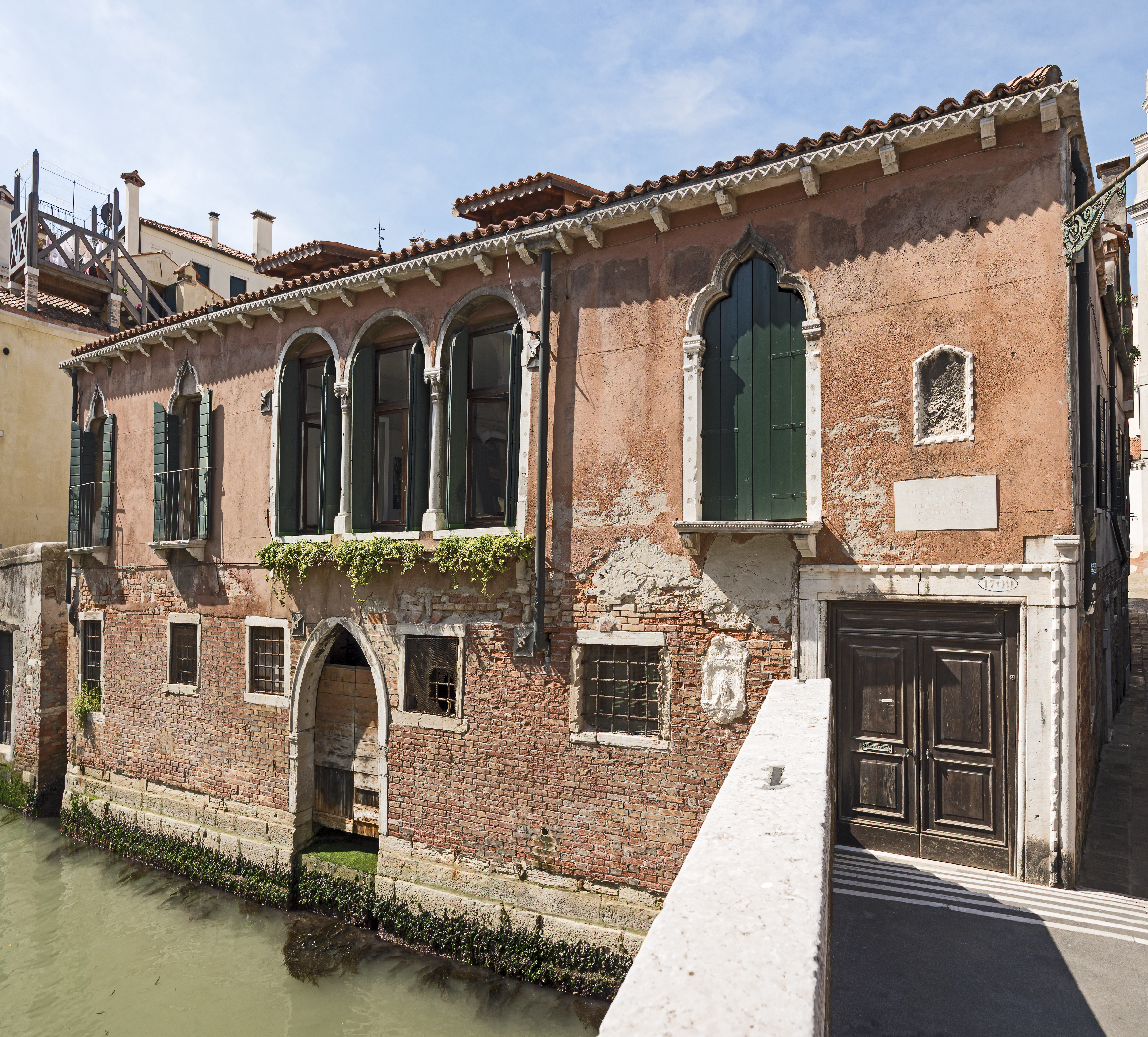
La casa de Filippo De Pisis en Venecia 1943-1949.

De Pisis pasó su vida en Roma, París y Venecia. Tuvo un estilo de vida muy extravagante; tenía como mascota un loro llamado Coco, y en Venecia era uno de los pocos residentes que usaba una góndola. Tenía dos gondoleros personales que trabajaban para él 24 horas al día, y que lucían una librea negra y oro. 
La obra de Pisis se mostró dos veces en la Bienal de Venecia: una vez en vida del pintor, y otra póstumamente. 
La obra de Pisis para la Collezione Verzocchi en 1949-1950 se encuentra actualmente en la Pinacoteca Cívica de Forlì. Una gran parte de su obra se encuentra también en el Museo Filippo de Pisis en Ferrara. 
Murió en Milán después de una larga enfermedad, en 1956.